# ديبورا ديفيز
ديبورا ديفيز (بالإنجليزية: Deborah Kay Davies)‏ (و. القرن 20  م) هي كاتِبة، وشاعرة، ومحاضرة ويلزية.

## التعليم
تعلمت في جامعة كارديف.